# Le Jeune Sage et le Vieux Fou
Le Jeune Sage et le Vieux Fou est un opéra du compositeur français Étienne Méhul, sur un livret de François-Benoît Hoffmann. L'opéra prend la forme d'une « comédie mêlée de musique » (opéra comique) en un seul acte. La création a lieu au Théâtre Favart le 28 mars 1793.
L'opéra est bien reçu. Une critique parue dans la Chronique de Paris du 1er avril suivant décrit la musique comme « à la fois original[e], drôle et romantique ». Selon David Cairns, il s'agit de la première référence au romantisme dans la musique.
L'ouverture dépeint musicalement les deux personnages principaux : les morceaux non accompagnés de flûtes représentent le jeune homme sage ; les violoncelles, les trombones et les basses, le vieux fou. Des variations sur ces thèmes reviennent tout au long de la partition.
Une version révisée est donnée en décembre 1801, salle Feydeau.

## Rôles
| rôle                             | voix               | création |
| -------------------------------- | ------------------ | -------- |
| Merval                           | taille (bariténor) |          |
| Cliton, fils de Merval           | soprano            |          |
| Élise, une veuve                 | soprano            |          |
| Rose, Élise nièce                | soprano            |          |
| Frontin, un service de voiturier | parlé              |          |

## Synopsis

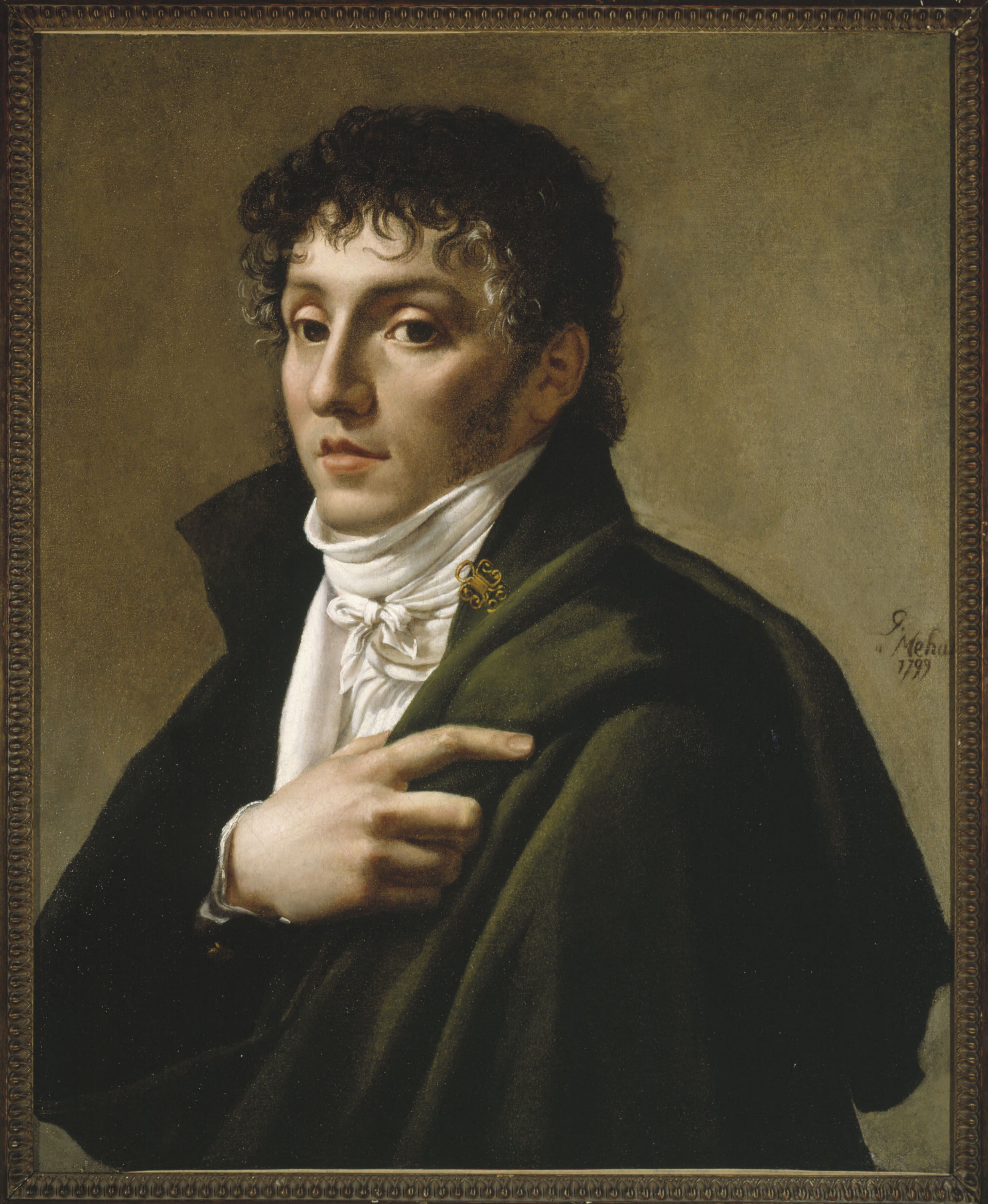
Portrait d'Étienne-Henri Méhul par le peintre français Antoine-Jean Gros.

Cliton est un garçon de seize ans, obsédé de paraître sage. Son père, Merval, âgé de plus de soixante ans, est un libertin, au grand embarras de son fils. Cliton pense que le mariage rendra Merval plus responsable et lui demande instamment de prendre la jeune et sensible Rose pour épouse, pendant que Cliton lui-même envisage d'épouser la tante de Rose, la prude Élise. Toutefois, il ressort que Rose est secrètement amoureuse de Cliton et Merval persuade son fils de se marier avec elle. Au contraire, Merval veut se marier avec la tante. Après plusieurs confusions comiques, Élise accepte finalement cet état de choses.

## Enregistrements
- Le Jeune Sage et le Vieux Fou - Les Monts du Reuil : Pauline Warnier et Hélène Clerc-Murgier (7 mars 2017, DVD Les inédits de la BnF/Éditions Buissonnieres)[6],[7],[8],[9] (OCLC 1034765028)
- L'ouverture est présente sur le disque : Méhul, Ouvertures - Orchestre de Bretagne, dir. Stefan Sanderling (2002, ASV DCA 1140).

### Sources anciennes
- Partition imprimée : Le Jeune Sage et le Vieux Fou | Comédie en un Acte en Prose, | Par Hoffmann | Représentée pour la première fois le jeudi 28 mars | 1793 sur le Théâtre de l'Opéra Comique National | de la Rue Favart cy-devant, Comédie Italienne | Mise en Musique | par Méhul, Paris, Huguet, s.d. (lire en ligne sur Gallica)
- 1801 (livret) : Le Jeune Sage et le Vieux Fou, Comédie en un Acte, En Prose et mêlée de Musique. Paroles du cit. Hoffman, Musique du cit. Méhul ; représentée pour la première fois, sur le Thêatre de l'Opéra-Comique le ... 1793., Paris, Huet, Un X (1801-1802) (lire en ligne)

### Ouvrages modernes
- Adélaïde de Place, Étienne Nicolas Méhul, Paris, Éditions Bleu Nuit, coll. « Horizons » (no 5), 2005, 175 p. (ISBN 2-913575-74-9, OCLC 62130323, BNF 40132116)
- Nicole Wild et David Charlton, Théâtre de l'Opéra-Comique, Paris : Répertoire 1762-1972, Bruxelles, Mardaga, coll. « Musique, musicologie », 2005, 522 p. (ISBN 2-87009-898-7, OCLC 806166781, lire en ligne)
- Ates Orga, « Ouvertures — S. Sanderling », ASV .